# Renaissance Sportive de Berkane
Il Renaissance Sportive de Berkane, noto talvolta come RS Berkane, è una società calcistica marocchina con sede nella città di Berkane. Milita nella Botola 1 Pro, la massima divisione del campionato marocchino di calcio.
Fondato nel 1938, ha come colore sociale l'arancione. In ambito nazionale ha vinto 2 Coppe di Marocco; in ambito internazionale ha vinto 2 Coppe della Confederazione CAF e una Supercoppa CAF.
Disputa le partite casalinghe allo stadio municipale di Berkane, impianto da 18 000 posti.

## Storia
Il club fu fondato nel 1938 con il nome di Association Sportive de Berkane. Nel 1953 cambiò nome in Union Sportive Musulmane de Berkane; nel 1966 fu ridenominato Union Sportive de Berkane e vide la fondazione di un altro club cittadino, il Chabab Riadhi de Berkane. Nel 1971 i due club si fusero a formare un nuovo sodalizio, denominato Renaissance Sportive de Berkane, che ottenne per la prima volta la promozione in massima serie nel 1977-1978. 
Nella stagione 2011-2012, piazzandosi seconda nel campionato di Botola 2, ha guadagnato nuovamente l'accesso alla massima serie del campionato marocchino.
Nel 2017-2018 ha vinto per la prima volta la Coppa del Marocco, battendo in finale ai tiri di rigore il Wydad de Fès a Rabat. Grazie a questo successo ha partecipato alla Coppa della Confederazione CAF del 2018-2019, in cui ha raggiunto la finale ed è stata sconfitta ai tiri di rigore dallo Zamalek. Si è poi aggiudicata la Coppa della Confederazione CAF nel 2019-2020, superando in finale gli egiziani del Pyramids per 1-0, e nel 2021-2022, battendo in finale i sudafricani dell'Orlando Pirates ai tiri di rigore. Sconfitta nella sfida di Supercoppa CAF 2021 (maggio), ha vinto il trofeo nell'edizione 2022. È uscita sconfitta dalla finale della Coppa della Confederazione CAF 2023-2024 contro lo Zamalek.

## Palmarès

### Competizioni nazionali
- Campionato marocchino: 1

2024-2025
- Coppa del Marocco: 3

2017-2018, 2020-2021, 2021-2022
- Campionato marocchino di seconda divisione: 1

1976-1977

### Competizioni internazionali
- Coppa della Confederazione CAF: 3

2019-2020, 2021-2022, 2024-2025
- Supercoppa CAF: 1

2022

### Altri piazzamenti
- Campionato marocchino:

Secondo posto: 1982-1983
Terzo posto: 2019-2020, 2023-2024
- Coppa del Marocco:

Finalista: 1986-1987, 2013-2014
Semifinalista: 2016-2017
- Coppa della Confederazione CAF:

Finalista: 2018-2019, 2023-2024
- Supercoppa CAF:

Finalista: 2021 (maggio)